# Xylopagurus rectus
Xylopagurus rectus is een tienpotigensoort uit de familie van de Paguridae. De wetenschappelijke naam van de soort werd in 1880 voor het eerst geldig gepubliceerd door Alphonse Milne-Edwards.